# برنامه نژادی برای قرن بیستم
برنامه نژادی برای قرن بیستم (گاهی یک برنامه رادیکال برای قرن بیستم) یک مقاله غیرواقعی بود که برای اولین بار در ۷ ژوئن ۱۹۵۷، در جریان بحث در مورد قانون حقوق مدنی در سال ۱۹۵۷، شهرت عمومی به دست آورد. توماس آبرنتی از می‌سی‌سی‌پی نقل قول مشهوری از آن را در پرونده کنگره خواند:
ما باید بدانیم که قوی‌ترین سلاح حزب ما تنش‌های نژادی است. با القای آگاهی نژادهای تاریک که قرن‌ها توسط سفیدپوستان سرکوب شده‌اند، می‌توانیم آنها را در برنامه حزب کمونیست قرار دهیم. در آمریکا ما به دنبال پیروزی ظریف خواهیم بود. در حالی که اقلیت سیاهپوست را علیه سفیدپوستان برافروخته می‌کنیم، تلاش خواهیم کرد تا عقده گناهی را در سفیدپوستان به خاطر استثمار سیاه‌پوستان ایجاد کنیم. ما به سیاه‌پوستان کمک خواهیم کرد تا در هر زمینه‌ای از زندگی، در حرفه‌ها و در دنیای ورزش و سرگرمی، برجسته شوند. با این اعتبار، سیاهپوستان می‌توانند با سفیدپوستان ازدواج کنند و روندی را آغاز کنند که آمریکا را به هدف ما برساند.
آبرنتی این نقل قول را در نامه ای در مارس ۱۹۵۷ به سردبیر واشینگتن استار پیدا کرده بود. او آن را به عنوان دلیلی بر این ادعا کرد که جنبش حقوق مدنی یک توطئه کمونیستی خارجی است. با این حال، واشینگتن استار به زودی به دلیل چاپ این نقل قول بدون تأیید صحت آن عذرخواهی کرد و در ۱۸ فوریه ۱۹۵۸ مقاله ای با عنوان «داستان یک نقل قول ساختگی-- تلاش بیهوده برای پی بردن به آن-- «برنامه نژادی برای به نظر می‌رسد که قرن بیستم فقط در تصورات کسی وجود دارد، که این نقل قول را به اوستاس مالینز، که ادعا می‌کرد آن را در یک نشریه صهیونیستی در کتابخانه کنگره پیدا کرده‌است، ردیابی کرد.
در ۳۰ اوت همان سال، نماینده. آبراهام جی. مولتر از نیویورک مقاله استار را در گزارش کنگره خواند و چندین نکته دیگر را مطرح کرد که صحت نقل قول را به چالش می‌کشد. اینها شامل عدم وجود یک حزب کمونیست بریتانیا در سال ۱۹۱۲ (این حزب در سال ۱۹۲۰ تأسیس شد) و عدم وجود یک نویسنده کمونیست بریتانیایی به نام اسرائیل کوهن بود. اگرچه یک نویسنده یهودی انگلیسی و صهیونیست به نام اسرائیل کوهن در آن دوره وجود داشت، اما هیچ گونه وابستگی به کمونیسم نداشت و سابقه ای از نوشتن چنین اثری از او وجود ندارد. برنامه نژادی نه در کتابخانه کنگره و نه در فهرست کتابهای چاپی موزه بریتانیا وجود ندارد.

## مربوط
اوستاس مالینز همچنین سخنرانی ساختگی «نژاد ما بر تمامی دنیا بدون مخالف حاکم خواهد شد» را با نام مستعار مختلف حاخام امانوئل ربینویچ نوشت.